# Megveszem ezt a nőt
A Megveszem ezt a nőt (eredeti cím: Yo compro esta mujer) egy 1990-ben készített mexikói kosztümös telenovella a Televisától. Főszereplői Leticia Calderón, Eduardo Yáñez, Enrique Rocha és Alma Muriel. Magyarországon ez volt az első mexikói telenovella, amit vetítettek. A TV1 mutatta be 1992 és 1993 között, majd többször is megismételte. Ezen kívül a későbbiekben az M2 és az RTL Klub is leadta. A sorozatnak készült egy remake-je, a nálunk is vetített Vad szív.

## Történet
A történet a Porfirio korabeli Mexikóban játszódik:
A gazdag Rodrigo Montes de Oca (Enrique Rocha) két unokahúgával, Blanca Florral és Matildével (Alma Muriel) él Campeche városában a XX. század fordulóján. A férfi feltett szándéka, hogy feleségül vegye Blanca Flort. Szerelme azonban viszonzatlan, mivel a lány Enrique San Románba, a szegény halászba szerelmes, akitől ráadásul gyermeket is vár. Rodrigo nem is sejti, hogy másik húga, Matilde halálosan beleszeretett. Blanca Flor dadusával, Soledaddal és Matildével is megosztja, hogy feleségül megy Enriquéhez. Matilde galád módon elárulja húgát, és informálja Rodrigót az esküvőről. A megsértett férfi megvádolja a halászt a családi ékszerek ellopásával, majd letartóztattatja a saját esküvőjén. A férfit bebörtönzik, ahol láncra verik, éheztetik és kínozzák. Blanca Flor hónapokkal később megszüli a kisfiát, Alejandrót. Matilde elhiteti testvérével, hogy a gyermek halva született. A gonosz nő megkéri Soledadot, hogy adja be a csecsemőt egy árvaházba, azonban a dada inkább elviszi a halászokhoz, hogy ők viseljék gondját. Mabel, aki mindig is szerelmes volt Enriquébe, megígéri az asszonynak, hogy anyja helyett anyja lesz a gyereknek. Matilde elhiteti mindenkivel, hogy nemcsak a gyerek, hanem az anyja is meghalt. Sagón, a birtokintéző segítségével kitömik Blanca Flor koporsóját, a nőt pedig bezárják a Montes de Oca birtokra, ahol Sagón néma felesége vigyáz rá. A veszteségeibe belebetegedett asszony rövidesen megőrül. Évek múltával Alejandro és Mabel folyamatosan látogatják a meggyötört Enriquét. Rodrigo hosszú üzleti útjából az újdonsült feleségével, Constanzával állít haza, aki ráadásul a gyermekét várja. Miután az asszony megszüli lányát, Ana Cristinát, a féltékeny Matilde kioltja az életét. Eközben Enrique is meghal a börtönben. Halála előtt megesketi Alejandrót, hogy bosszút áll érte Rodrigo Montes de Ocán. Az árva fiút egy gazdag kalandor, Santiago Aldama nevére veszi, és hármasban Mabellel, elhagyják Campechét. Ismét telnek az évek. A friss diplomás Ana Cristina egy bentlakásos iskolából igyekszik hazatérni apjával Campechébe azon a hajón, aminek tulajdonosa Alejandro Aldama, aki szintén a fedélzeten utazik két alkalmazottjával, a valaha vagyonos Diego Álvarezzel és unokájával, Gabriellel. A férfit időközben újabb veszteségek érték. Mabel és Santiago balesetben meghaltak. Útja Campechébe az apjának tett ígérete miatt viszi. Célpontja Rodrigo Montes de Oca. A hajón találkozik Ana Cristinával, akivel egymásba szeretnek anélküll, hogy tudná, ellensége lányába lett szerelmes. Rodrigo kiszemeli lányának a hajón utazó gazdagnak vélt Federico Torres Landát, aki azonban nem jó parti a lánya számára, ugyanis nemrég elvesztette az összes vagyonát. Éppen ezért Federico belemegy a játszmába, ugyanis neki pont kapóra jönne a Montes de Oca-vagyon. Ana Cristina szenvedélye a fotográfia. Ezt és hasonló hobbijait apja csak szeszélyeknek tartja. A lázadó lány összebarátkozik az első osztályra beszökött Jimenával, egy vándor cigánylánnyal. A lányt nagynénje hozzá akarja kényszeríteni a kegyetlen Sandróhoz, ám Jimena szíve a hajón megismert Gabrielért dobog. Gabriel is beleszeretett a lányba, igaz ő nem tudja, hogy valójában, hogy néz ki, mivel a bálon hordott maszkjában látta csupán, amit Ana Cristiánót kapott. A hajón utazik még Emilia de Rivas asszony is díszes örömlányok kíséretében. Az asszony valaha a Montes de Ocáknál dolgozott, és Rodrigo szeretője volt. Miután kirabolta munkaadóit, elhagyta a házat és a saját lányát, Úrsulát is. Azért megy Campechébe, hogy visszakapja őt. Az igazi akadályok Ana Cristina és Alejandro szerelmében Campechében várnak rájuk. Alejandrót egy fegyverkereskedő, Óscar de Malter szállásolja el, akinek főnöke, Fulgencio Castilla már a háborúra készül. Ana Cristinát apja hozzá akarja kényszeríteni Federicóhoz. Blanca Flor még mindig a birtokon raboskodik Sagón őrizete alatt. A férfi fizetsége, hogy Matilde néha odaadja magát neki. Alejandro hamar rájön, hogy szerelme apja az ő nemezise. Megkörnyékezi Rodrigo üzlettársát és barátját, Raúl de Marín grófot, hogy számoljon be neki a férfi minden lépéséről, mert ha nem, lebuktatja, hogy lop a társaságból, melynek Santiago Aldama révén Alejandro is a tagja. Sok az akadály a szerelmesek közt. A helyzetet nehezíti Raúl fia, Miguel is, aki kezdetben segíti őket, ám szerelme Ana Cristina felé erősebbnek bizonyul, mint a barátsága. Emellett ott van még Efi is, Fulgencio fiatal neje, aki első látásra beleszeret Alejandróba.

## Szereposztás
| Szerepnév                                                              | Színész(nő)         | Magyar hang        |
| ---------------------------------------------------------------------- | ------------------- | ------------------ |
| Ana Cristina Montes de Oca                                             | Leticia Calderón    | Szabó Gabi         |
| Alejandro Aldama Alejandro San Román Montes de Oca / Enrique San Román | Eduardo Yáñez       | Sörös Sándor       |
| Rodrigo Montes de Oca                                                  | Enrique Rocha       | Szilágyi Tibor     |
| Matilde Montes de Oca                                                  | Alma Muriel         | Menszátor Magdolna |
| Jimena Csillag Angela                                                  | Mariana Levy        | Vasvári Emese      |
| Federico Torres Landa                                                  | Eduardo Palomo      | Tahi József        |
| Gabriel Álvarez                                                        | Gerardo Acuña       | Győri Péter        |
| Soledad                                                                | Isabela Corona      | Pásztor Erzsi      |
| Úrsula / fiatal Emilia                                                 | Luz María Jerez     | Szirtes Ági        |
| Sagón                                                                  | Carlos Cardán       | Szélyes Imre       |
| Raúl de Marín                                                          | Mario Casillas      | Tordy Géza         |
| Isabel de Marín                                                        | Julieta Egurrola    | Andai Györgyi      |
| Miguel de Marín                                                        | Luis Xavier         | Kautzky Armand     |
| Óscar de Malter                                                        | Miguel Ángel Ferriz | Csankó Zoltán      |
| Diego Álvarez                                                          | Miguel Manzano      | Szabó Ottó         |
| Blanca Flor Montes de Oca                                              | Connie de la Mora   | Kubik Anna         |
| Efigenia "Efi" de Castilla                                             | Cynthia Klitbo      | Csere Ágnes        |
| Narda de Marín                                                         | María Marcela       | Rudolf Teréz       |
| Fulgencio Castilla                                                     | Bruno Rey           | Barbinek Péter     |
| Emilia de Rivas                                                        | Nerina Ferrer       | Almási Éva         |
| Vidal                                                                  | Ramón Menéndez      | Dobránszky Zoltán  |
| Don Benigno                                                            | Roberto Antúnez     | Harkányi Endre     |
| Pedro                                                                  | Guillermo Gil       | Gruber Hugó        |
| Carmen                                                                 | Rosa Furman         | Faragó Vera        |
| Servando                                                               | Gabriel Pingarrón   | Beregi Péter       |
| Berrón asszony                                                         | Sara Guasch         | Margitai Ági       |
| Parancsnok                                                             | Sergio Kleiner      | Makay Sándor       |
| Santiago Aldama                                                        | Manuel Ojeda        | Oszter Sándor      |
| Mabel                                                                  | María Regina        | Varga Mari         |
| gyerek Alejandro                                                       | José María Torre    | Varga Olivér       |

## Szinkronstáb
- Magyar szöveg: Sára Ágnes
- Hangmérnök: Bognár Gyula
- Vágó: Katona Edit
- Rendezőasszisztens: Hirth Ildikó
- Gyártásvezető: Pálinkó Mária
- Szinkronrendező: Kiss Beáta
- Felolvasó: Bozai József
- Megrendelő: Magyar Televízió
- Szinkronstúdió: Videovox Stúdió

## Érdekességek
- A sorozat Alexandre Dumas Monte Cristo grófja című regényének elemeit is magán hordozza.
- A Vad szív (Corazón salvaje) című 2009-es Televisa telenovella nagyrészt a Megveszem ezt a nőt történetén alapszik, azonban mégsem tekinthető a teljes értékű feldolgozásának. A sorozat egy fúziós remake. A Megveszem ezt a nőt és az 1993-as Corazón salvaje összeférceléséből született. Utóbbi főszereplői Edith González és a Federico Torres Landát játszó Eduardo Palomo voltak.[1]
- Eduardo Yáñez és Enrique Rocha játszottak a feldolgozásban, a Vad szívben is, melyben ugyancsak a főhőst illetve a főgonoszt játszották.További érdekesség, hogy Rocha karakterének a neve abban is Rodrigo Montes de Oca volt.
- A Federicót játszó Eduardo Palomo 2003. november 6-án hunyt el szívroham következtében, 41 éves korában.[2] Hasonlóan tragikus hirtelenséggel, fiatalon hunyt el a Jimenát alakító Mariana Levy is. Szívinfarktust kapott, miután szemtanúja volt egy utcai rablásnak 2005. április 29-én.[3] Csupán 39 éves volt.
- Mariana Levy és Eduardo Palomo egy évvel a Megveszem ezt a nőt forgatása után a La pícara soñadora sorozatban forgattak együtt. Abban ők alakították a főszereplő párost.[4]
- A gonosz Matilde megformálója, Alma Muriel 2014. január 5-én hunyt el szívrohamban, 62 évesen.[5] A magyar közönség az Esperanzából ismerhette még, amiben szintén ő alakította a női főgonoszt.
- Leticia Calderón, Luz María Jerez, Manuel Ojeda, Roberto Antúnez és Fernando Robles később újra együtt játszottak a Julieta című sorozatban. A Julieta és a Megveszem ezt a nőt producere is Ernesto Alonso volt.
- Enrique Rocha, Cynthia Klitbo és Mario Casillas később ismét együtt játszottak a Titkok és szerelmekben. Előbbi kettő abban egymás szeretőjét játszotta.
- Luz María Jerez és Luis Xavier később a Kedves ellenségben is szerepeltek együtt, melyben házastársakat játszottak.
- Leticia Calderón, Mariana Levy és Luis Xavier később a szintén kosztümös Tiszta szívvel című telenovellában szerepelt együtt.